# Wasny de Roure
Wasny Nakle de Roure (Goiânia, 10 de maio de 1951) é um economista e político brasileiro filiado ao Partido Verde (PV). Pelo Partido dos Trabalhadores (PT), foi deputado distrital (1990–2003, 2011–2019) e federal (2003–2006) pelo Distrito Federal.
Foi diretor do  Sindicato dos Trabalhadores no Serviço Publico Federal por duas vezes (1989 a 1991) e também diretor do Dieese-DF, no período de 1991 a 1993. Foi secretário estadual de Fazenda no governo Cristovam Buarque (1995), do qual também foi líder na Câmara Legislativa em seu segundo mandato..

## Biografia
Economista, casado, pai de dois filhos e uma filha, natural de Goiânia, Wasny tem 71 anos e mora em Brasília desde 1959. É técnico da Conab, onde iniciou a trajetória política como presidente da associação de servidores. É mestre em economia pela UFMG e Universidade de Oxford, Inglaterra.
Foi diretor do Sindsep por duas vezes (1989 a 1991) e também diretor do Dieese-DF, no período de 1991 a 1993.
Eleito deputado distrital pela primeira vez em 1990, foi secretário de Fazenda no governo Cristovam (1995), do qual também foi líder na Câmara Legislativa em seu segundo mandato.
De 2000 a 2001 – como presidente do PT e já no terceiro mandato como deputado distrital – liderou o Movimento em Defesa de Brasília, que combateu a corrupção na cidade.
Em 2003 assumiu o mandato de deputado federal, exercendo-o até março de 2006. Titular de várias comissões no Congresso Nacional foi escolhido coordenador da bancada do PT e da bancada do Distrito Federal nas discussões orçamentárias, o que o levou a ser, em 2005, relator das áreas de educação, cultura, esporte, lazer e ciência e tecnologia na Comissão Mista de Orçamento da União. Isso lhe rendeu a condecoração do presidente Luiz Inácio Lula da Silva e sua adição à Ordem do Mérito da Defesa pelo presidente em novembro daquele ano no grau de Grande-Oficial.
De 2007 a 2010 foi suplente de deputado federal.
Eleito em 2010 para o quarto mandato de deputado distrital, voltou à Câmara Legislativa em 2011 como líder do governo, função que exerceu até setembro de 2012.
Foi eleito presidente da Câmara Legislativa do Distrito Federal para o biênio 2013/2014 no último dia da sessão legislativa de 2012, tendo tomada posse, juntamente com os demais integrantes da Mesa Diretora, no dia 1º de janeiro de 2013.
Em 2014, foi novamente eleito para seu quinto mandato de deputado distrital, exercendo-o plenamente até 2018, período no qual presidiu a Comissão de Educação, Saúde e Cultura, onde atuou ativamente para a aprovação da Lei do PDAF, garantindo maiores recursos para as escolas públicas do DF, e também para implementação dos Centro de Línguas – CILs aos estudantes de escolas públicas. Foi defensor ativo do servidor público diante do desmonte da categoria, tendo pessoalmente acionado mandados de segurança pela defesa do Instituto de Previdência do Servidor do DF – IPREV e contra o aumento das passagens de ônibus.
Wasny é autor de 130 leis distritais, além de 34 leis complementares, 19 emendas, 115 decretos e 7 resoluções, sendo o deputado distrital de maior produção de leis segundo o portal de transparência da CLDF, que beneficiam milhares de pessoas no Distrito Federal e Entorno. No exercício desses mandatos Wasny tem demonstrado ser um defensor intransigente das lutas da classe trabalhadora. Exerce o mandato de deputado defendendo a democracia, a justiça, a cidadania, a ecologia, a acessibilidade da população à saúde, educação, esporte, segurança e cultura, a qualidade de vida no DF, o funcionalismo público, a responsabilidade e a ética na política.

## Política
De 2000 a 2001 – como presidente do PT e já no terceiro mandato como deputado distrital – liderou o Movimento em Defesa de Brasília, que combateu a corrupção na cidade.
Em 2003 assumiu o mandato de deputado federal, exercendo-o até março de 2006. Nesse período, priorizou a defesa do Distrito Federal, os movimentos sociais, políticas para a juventude, os serviços e os servidores públicos. Titular de várias comissões no Congresso Nacional foi escolhido coordenador da bancada do PT e da bancada do Distrito Federal nas discussões orçamentárias, o que o levou a ser, em 2005, relator das áreas de educação, cultura, esporte, lazer e ciência e tecnologia na Comissão Mista de Orçamento da União.
De 2007 a 2010 foi suplente de deputado federal. Eleito em 2010 para o quarto mandato de deputado distrital, voltou à Câmara Legislativa em 2011 como líder do governo, função que exerceu até setembro de 2012.
Foi eleito presidente da Câmara Legislativa do Distrito Federal para o biênio 2013/2014 no último dia da sessão legislativa de 2012, tendo tomada posse, juntamente com os demais integrantes da Mesa Diretora, no dia 1º de janeiro de 2014. Em 2014, foi novamente eleito para seu quinto mandato de deputado distrital, exercendo-o plenamente até 2018. Tem 130 leis distritais aprovadas.